# 검색성
검색성(Findability)은 어떠한 것의 위치나 내용을 찾기 쉬운 정도를 말하는 것이다. 정보 검색의 측면에서 검색성은 어떤 특정한 정보를 찾기 위해 얼마 정도의 노력이 필요하고 몇 개의 단계를 거쳐야 하는가 또한 얼마나 빨리 찾을 수 있는가를 말한다.
현대는 정보과잉의 시대이다. 그렇지만 아무리 유용한 정보라도 그 정보가 발견되지 못한다면 무용지물이다. 이를 해결하기 위한 노력이 바로 검색성의 향상이다.
뛰어난 검색성을 가지기 위해 사용하는 도구로서 웹에서는 구글, 네이버, 야후와 같은 검색엔진이 있으며 전통적인 예로는 사전과 전화번호부같은 택소노미(Taxonomy)로 정리하는 방법을 선택하기도 한다.
정보설계(Information Architecture)의 측면에서 검색성은 품질을 측정하는 요소로 사용될 수 있으며 구조적으로나 의미적인 면에서 정보의 공간을 효과적으로 구성하기위한 중요 원리이다. 검색성은 또한 사용성, 접근성, 신뢰성과 함께 인간공학과 인간과 컴퓨터 상호작용의 분야에도 중요한 목표이기도 하다.

## 콘텐츠의 검색성
문자로 구성된 문서와 비교하면 그림, 사진, 동영상, 음악과 같은 컨텐츠들은 검색성을 높이기 위한 별도의 노력이 없으면 어떤 원하는 내용을 찾기가 대단히 힘들다. 이를 해결하기 위해 사람이 직접 문자로 된 태그를 콘텐츠의 메타데이터에 추가하여 검색성을 높이는 방법이 최근에 많이 사용되고 있다. 음악의 경우에는 ID3의 형식으로 정보를 제공하는 Grace Note와 같은 데이터베이스를 통해 발표연도, 아티스트와 같은 연관 정보를 얻어내는 방법이 많이 쓰이고 있으며 사진 공유 서비스인 플리커에서는 사용자가 사진을 업로드할 때 스스로 태그를 추가하게 하고 다른 많은 사용자들이 이 태그를 이용하여 사진들을 검색하기 용이하게 한다.

## 같이 보기
- 사용성 (Usability)
- 접근성 (Accesibility)
- 사용자 인터페이스 (User Interface)

## 참고 서적
- 검색2.0 발견의 진화(Ambient Findability), 2006, 피터 모빌 지음, 번역 YUNA, 한빛미디어,ISBN 10-897-914-4490